# Piet van Dijk (politicus)
Piet van Dijk (Smallingerland, 17 januari 1963) is een voormalige Nederlandse burgemeester. Van 14 september 2017 tot en met 31 december 2018 was hij burgemeester van de gemeente Aa en Hunze.

## Levensloop
Piet van Dijk groeide op in Beetsterzwaag. Hij deed in Drachten de middelbare school. Hij studeerde Bestuursrecht aan de HEAO en Staats- en Bestuursrecht aan de Universiteit van Utrecht. Als 17-jarige meldde Van Dijk zich bij de marine. Na zijn diensttijd werkte hij zes jaar bij de VVD-fractie in de Tweede Kamer. Daarna werkte hij als politiek assistent van Jozias van Aartsen, destijds minister van Landbouw, Natuurbeheer en Visserij. Na zijn periode in Den Haag werkte hij vier jaar als hoofd Economische zaken bij de gemeente Zwolle. Hierna keerde hij terug naar Den Haag om te werken als lobbyist namens de provincie Flevoland.

## Politieke carrière
Van Dijk begon zijn politieke carrière als fractievoorzitter namens de VVD in de gemeenteraad van Zwolle van 2002 tot 2009. Van 2012 tot 2017 was hij wethouder namens de Opsterlands Belang in de gemeente Opsterland. In 2017 werd hij burgemeester van de gemeente Aa en Hunze.. Bijzonder detail: Jozias van Aartsen installeerde Van Dijk als burgemeester; Van Aartsen was op dat moment waarnemend commissaris van de Koning in Drenthe. Op 28 mei 2018 meldde hij zich ziek en sinds 1 juli dat jaar werd hij tijdelijk waargenomen door Ton Baas. Op 20 december 2018 zei hij hersteld te zijn, maar desondanks per 1 januari 2019 zijn ontslag aan te bieden. Als ontslagreden gaf hij op geen conflict te hebben, maar dat de klik ontbrak om zijn functie naar voldoening te kunnen uitoefenen.
Van Dijk was vanaf 1 januari 1998 tot maart 2024 voorzitter van Faunabeheereenheid Drenthe. In juli 2022 werd hij wethouder van Lelystad.  